# Neuvy-Pailloux
Neuvy-Pailloux là một xã ở tỉnh Indre khu vực trung bộ Pháp. Xã này có diện tích 41,81 km², dân số thời điểm năm 1999 là 1158 người. Khu vực này có độ cao trung bình 149 mét trên mực nước biển.